# Danh sách bài hát trong Phineas and Ferb
Danh sách các bài hát trong Phineas and Ferb:

## Season 1 (bởi P&Fwiki)
Là season đầu tiên của Phineas and Ferb! Với 47 tập và 69 bài hát!
| Tập phim                                    | Bài hát                                  | Ca sĩ |
| ------------------------------------------- | ---------------------------------------- | --- |
| Rollercoaster                               | Perry The Platypus Theme                 | Randy Crenshaw |
| Lawn Gnome Beach Party Of Terror            | Backyard Beach                           | Ferb Fletcher (Danny Jacob)                                                                                           |
| Lawn Gnome Beach Party Of Terror            | If Summer Only Lasted One Day            | Radio Singer |
| Lawn Gnome Beach Party Of Terror            | Hit the Beach                            | Danny Jacob |
| Flop Starz                                  | Gitchee, Gitchee, Goo                    | Phineas and the Ferb-tones (Phineas, Ferb, The "Ferbettes" (The Fireside Girls)) and Candace                          |
| Flop Starz                                  | I'm Lindana And I Wanna Have Fun         | Lindana (Olivia Olson)                                                                                                |
| The Fast and the Phineas                    | Go Phineas, Go!                          | Isabella and the Fireside Girls                                                                                       |
| Raging Bully                                | He's A Bully                             | Robbie Wyckoff |
| Raging Bully                                | It's Looking Like The End                | |
| Candace Loses Her Head                      | Candace                                  | Danny Jacob |
| I, Brobot                                   | Phinedroids and Ferbots                  | The Phinedroids & Ferbots                                                                                             |
| Run Away Runway                             | Forever Summer                           | Danny Jacob |
| The Magnificent Few                         | On The Trail                             | Danny Jacob |
| The Magnificent Few                         | In The Mall                              | Phineas and Isabella                                                                                                  |
| S'Winter                                    | S'Winter                                 | Isabella and the Fireside Girls                                                                                       |
| Jerk De Soleil                              | E.V.I.L.B.O.Y.S.                         | Candace (Dan Povenmire)                                                                                               |
| Are You My Mummy?                           | My Undead Mummy & Me                     | Danny Jacob |
| Ready For The Bettys                        | Ready For The Bettys                     | The Bettys, Candace, and Stacy                                                                                        |
| I Scream, You Scream                        | Busted                                   | Candace and Vanessa                                                                                                   |
| Toy To The World                            | Shimmy Jimmy                             | Off Stage Voice |
| Toy To The World                            | Quirky Worky Song                        | Off Stage Voice |
| Toy To The World                            | Brick                                    | Off Stage Voice |
| Get That Bigfoot Outta My Face              | He's Bigfoot                             | Grandpa Clyde Flynn                                                                                                   |
| It's A Mud, Mud, Mud, Mud World             | Truck Drivin' Girl                       | Danny Jacob |
| Mom's Birthday                              | I Love You Mom                           | Ashley Tisdale |
| Journey To The Center Of Candace            | Hemoglobin Highway                       | Danny Jacob |
| It's About Time!                            | When We Didn't Get Along                 | Danny Jacob |
| It's About Time!                            | My Nemesis                               | Danny Jacob |
| Dude, We're Getting The Band Back Together! | Danny's Story                            | Danny and Phineas |
| Dude, We're Getting The Band Back Together! | You're Fabulous!                         | Bobby, Phineas and people at the salon                                                                                |
| Dude, We're Getting The Band Back Together! | Ain't Got Rhythm                         | Swampy, Phineas, Library Patrons, & Old Library Women                                                                 |
| Dude, We're Getting The Band Back Together! | Snuck Your Way Right Into My Heart       | Love Händel |
| Dude, We're Getting The Band Back Together! | Music Makes Us Better                    | Love Händel |
| Tree To Get Ready                           | My Goody-Two-Shoes Brother               | Dr. Heinz Doofenshmirtz                                                                                               |
| The Ballad Of Badbeard                      | The Ballad Of Badbeard                   | Grandpa Clyde Flynn, Phineas, Ferb, Candace, Beauford, Baljeet, Isabella, the Fireside girls and Skull on Pirate Ship |
| Greece Lightning                            | My Chariot                               | Danny Jacob |
| Greece Lightning                            | Paul Bunyan's Pancake Haus Theme Song    | Danny Jacob |
| Leave The Busting To Us!                    | Leave The Busting To Us!                 | Danny Jacob |
| Leave The Busting To Us!                    | Summer                                   | Danny Jacob |
| Crack That Whip                             | The Ring Of Fun                          | Danny Jacob |
| The Best Lazy Day Ever                      | Our Do Nothing Day                       | Jeremy and Candace |
| Boyfriend From 27,000 TCN                   | Sandwich Man Theme Song                  | Off Stage Voice |
| Voyage To The Bottom Of Buford              | The Only Goldfish For Me                 | Sheena Easton |
| A Hard Day's Knight                         | The Black Knight Of Worcestershire       | Danny Jacob |
| Traffic Cam Caper                           | That's How The Animals Go                | Major Monogram, Carl, Agent K, Agent D, Agent C, Agent W, Agent O, and Norm                                           |
| Bowl-R-Ama Drama                            | Pin-bowling Along                        | Off Stage Voice |
| Got Game?                                   | Give Me A F!                             | Robbie Wyckoff |
| Comet Kermillian                            | Quirky Worky Song                        | Off Stage Voice |
| Comet Kermillian                            | Squirrels In My Pants                    | 2 Guys N the Parque                                                                                                   |
| Put That Putter Away                        | Quirky Worky Song                        | Off Stage Voice |
| Put That Putter Away                        | Disco Miniature Golfing Queen            | Laura Dickinson |
| Does This Duckbill Make Me Look Fat?        | Slushy The Clown                         | Off Stage Voice |
| Does This Duckbill Make Me Look Fat?        | Perry The Teenage Girl                   | Off Stage Voice |
| The Flying Fishmonger                       | The Flyin' Fishmonger                    | Phineas, Isabella, the Fireside Girls, and the Choir Members                                                          |
| One Good Scare Ought To Do It!              | Perry The Platypus (Extended Theme Song) | Off Stage Voice |
| One Good Scare Ought To Do It!              | Who's That Girl                          | Off Stage Voice |
| One Good Scare Ought To Do It!              | One Good Scare Ought To Do You Some Good | Phineas, Ferb, the Fireside Girls, Baljeet, and Buford                                                                |
| The Monster Of Phineas-N-Ferbenstein        | Evil-Er                                  | Big Band Girls and Dr. Jekyl Doofenshmirtz                                                                            |
| Oil On Candace                              | I Must Impress My Professor              | Dr. Heinz Doofenshmirtz and Background Singers                                                                        |
| Out Of Toon                                 | Pinhead Pierre (Theme Song)              | Danny Jacob |
| Hail Doofania!                              | Hail Doofania!                           | Dr. Heinz Doofenshmirtz                                                                                               |
| Out to Launch                               | Let's Take A Rocketship to Space         | Danny Jacob |
| Out to Launch                               | Shooting Star Milkshake Bar              | Danny Jacob |
| Phineas And Ferb Get Busted                 | Life is Good For Me                      | Off Stage Voice |
| Phineas And Ferb Get Busted                 | Little Brothers                          | Stacy Hirano |
| Phineas And Ferb Get Busted                 | Chains                                   | Dan Povenmire |
| Phineas And Ferb Get Busted                 | Funky Noises In The Bathroom             | No Singer |
| Unfair Science Fair                         | Destroyed Dreams                         | Baljeet, Phineas, Ferb and performers from India                                                                      |
| Unfair Science Fair Redux (Another Story)   | Queen of Mars                            | Candace |

## Phineas and Ferb: Cliptastic Countdown
Được kênh Disney XD phát sóng "Phineas và Ferb Cliptastic Countdown" vào ngày 12 tháng 10 năm 2009. 10 bài hát đầu đã được trẻ em và các bạn trẻ tuổi teen bình chọn và tổng thể lượt xem tập Cliptastic Countdown đã lên tới hơn 10 triệu lượt trên toàn thế giới! Disney Channel đã phát sóng nó vào ngày 16 Tháng Mười 2009.
The top 10 songs were:
| Đứng thứ | Bài hát                                | Ca sĩ                   |
| -------- | -------------------------------------- | ----------------------- |
| 10       | Ready For The Bettys                   | The Bettys              |
| 9        | Queen of Mars                          | Candace                 |
| 8        | Ain't Got Rhythm                       | Phineas & Sherman       |
| 7        | I Love You Mom                         | Candace                 |
| 6        | E-V-I-L B-O-Y-S                        | Candace                 |
| 5        | Squirrels In My Pants (extended)       | 2 GuyZ N the Parque     |
| 4        | Little Brothers                        | Stacy                   |
| 3        | Busted (extended)                      | Candace & Vanessa       |
| 2        | Backyard Beach                         | Ferb                    |
| 1        | Gitchee Gitchee Goo (extended version) | Phineas & The Ferbtones |

## Season 2
| Tập phim                       | Bài hát                             | Ca sĩ                                                                                                |  |
| ------------------------------ | ----------------------------------- | --- |  |
| The Lake Nose Monster          | You're Gonna' Get a Mission         | Perry được trong một thuyền đăng nhập và có trên bóng khủng khiếp, quay ra được Animatronic Con vật. |  |
| The Lake Nose Monster          | I'll Save You, You'll Save Me       | Off Stage Voice                                                                                      |  |
| The Lake Nose Monster          | My Wettest Friend                   | Off Stage Voice                                                                                      |  |
| Interview With A Platypus      | It's A Perfect Day                  | Beatle Knockoff Band                                                                                 |  |
| Tip Of The Day                 | A-G-L-E-T                           | Phineas, Candace, and the Crowd                                                                      |  |
| Attack Of The 50 Foot Sister   | Flawless Girl                       | Off Stage Voice                                                                                      |  |
| Backyard Aquarium              | When Will He Call Me?               | Off Stage Voice                                                                                      |  |
| Day Of The Living Gelatin      | Let's Squirt That Gelatin Monster   | Off Stage Voice                                                                                      |  |
| Elementary, My Dear Stacy      | Elementary                          | Off Stage Voice                                                                                      |  |
| Don't Even Blink               | We're Watching & Waiting            | Phineas                                                                                              |  |
| Don't Even Blink               | Quirky Worky Song                   | Off Stage Voice                                                                                      |  |
| Chez Platypus                  | Evil Love                           | Dr. Heinz Doofenshmirtz and Girlfriend                                                               |  |
| Chez Platypus                  | Quirky Worky Song                   | Off Stage Voice                                                                                      |  |
| Perry Lays An Egg              | Mother Nature Won                   | Off Stage Voice                                                                                      |  |
| Gaming The System              | Let's Go Digital                    | Buford, Baljeet, and Isabella                                                                        |  |
| The Chronicles Of Meap         | Quirky Worky Song                   | Off Stage Voice                                                                                      |  |
| The Chronicles Of Meap         | My Ride From Outer Space            | Ferb                                                                                                 |  |
| The Chronicles Of Meap         | Bango-Ru                            | Off Stage Voice                                                                                      |  |
| Thaddeus & Thor                | Couldn't Kick My Way Into Her Heart | Dr. Heinz Doofenshmirtz and Love Händel                                                              |  |
| De Plane! De Plane!            | Quirky Worky Song                   | Off Stage Voice                                                                                      |  |
| De Plane! De Plane!            | Peanut Chicken Jingle               | Off Stage Voice                                                                                      |  |
| De Plane! De Plane!            | The Paper Pelican Floor Show        | Ferb and the Fireside Girls                                                                          |  |
| Let's Take A Quiz!             | Let's Take A Quiz                   | Off Stage Voice                                                                                      |  |
| At The Car Wash                | The Phin-tastic Ferb-ulous Car Wash | Phineas, Baljeet, Buford, Isabella, and the Fireside Girls                                           |  |
| Oh, There You Are, Perry       | Perry Come Home                     | Phineas, Ferb, Candace, Isabella, Buford, Baljeet, the Fireside Girls, and the Crowd                 |  |
| Swiss Family Phineas           | Carl!                               | Off Stage Voice                                                                                      |  |
| Swiss Family Phineas           | Quirky Worky Song(Hawaiian theme)   | Off Stage Voice                                                                                      |  |
| Hide & Seek                    | When You're Small                   | Off Stage Voice                                                                                      |  |
| That Sinking Feeling           | Boat Of Romance                     | Off Stage Voice                                                                                      |  |
| That Sinking Feeling           | Summer                              | Off Stage Voice                                                                                      |  |
| The Baljieatles                | Somebody Give Me A Grade            | Baljeet, Phineas, and Ferb                                                                           |  |
| Vanessary Roughness            | I'm Me                              | Vanessa                                                                                              |  |
| No More Bunny Business         | With My X-Ray Eyes                  | Off Stage Voice                                                                                      |  |
| No More Bunny Business         | Quirky Worky Song                   | Off Stage Voice                                                                                      |  |
| Spa Day                        | It's Spa Day                        | Phineas, Ferb, Isabella, Fireside Girls, and Off Stage Voice                                         |  |
| Spa Day                        | Dr. Coconut                         | Radio Singer                                                                                         |  |
| Quantum Boogaloo               | Today's Gonna Be a Great Day        | Bowling for Soup                                                                                     |  |
| Quantum Boogaloo               | It's a Charmed Life!                | Dr. Heinz Doofenshmirtz                                                                              |  |
| Cliptastic Countdown           | His Name is Doof                    | Dr. Heinz Doofenshmirtz                                                                              |  |
| Bubble Boys                    | Yodle Odle Obey Me                  | Dr. Heinz Doofenshmirtz                                                                              |  |
| Isabella and the Temple of Sap | Fireside Girl Song                  | Fireside Girls                                                                                       |  |
| Cheer Up, Candace              | Mix and Mingle Machine              | Phineas, Ferb, Candace, Strangers                                                                    |  |
| Fireside Girl Jamboree         | Go, Candace, Go                     | Off Stage Voice                                                                                      |  |
| The Bully Code                 | He'll Do Anything For Me            | Off Stage Voice                                                                                      |  |
| Finding Mary McGuffin          | Not So Bad A Dad After All          | Vanessa Doofensmirtz & Henis Doofensmirtz                                                            |  |